# Каштанова, Наталья Анатольевна
Наталья Анатольевна Каштанова (до замужества — Говорухина) (род. 30 мая 1955 года, Свердловск) — советская гимнастка, заслуженный мастер спорта СССР по художественной гимнастике (1978), серебряный призёр чемпионата мира 1971 года и чемпионка мира 1973 года в групповых упражнениях. Заслуженный тренер России (1993). Судья международной категории. Заслуженный работник физической культуры Российской Федерации (2002).

## Биография и карьера
Родилась 30 мая 1955 года в Свердловске. В 11 лет начала заниматься художественной гимнастикой. Впоследствии неоднократно становилась призёром чемпионатов СССР и РСФСР в индивидуальной программе. С 1970 по 1977 год была членом сборной команды СССР, в составе которой в 1971 году стала серебряным призёром чемпионата мира в групповых упражнениях и мастером спорта СССР, а в 1973 году — чемпионкой мира в групповых упражнениях. В 1972 году ей присвоено звание «Мастер спорта СССР международного класса», в 1978 году — «Заслуженный мастер спорта СССР».
В августе 1972 года начала тренерскую практику с группой юных спортсменок, под руководством своего наставника заслуженного тренера СССР В. Е. Сохацкой в спортивном клубе «Калининец», числясь слесарем Свердловского машиностроительного завода имени М. И. Калинина. В октябре 1974 года стала тренером по художественной гимнастике областного совета ДСО «Зенит». В мае 1978 года стала работать тренером-преподавателем ДЮСШ СК «Калининец» по художественной гимнастике, а с 1984 года — старшим тренером.
В 1979 году окончила факультет физического воспитания Свердловского государственного педагогического института.
С октября 1992 года является старшим тренером-преподавателем отделения художественной гимнастики СДЮСШОР № 19 «Детский стадион», где работает до сих пор.
С 1993 года — старший тренер сборной Свердловской области по художественной гимнастике. С 1995 года — старший тренер Свердловского областного совета ФСО «Динамо».
В 1996 году привлечена к работе с молодежной сборной командой России в групповых упражнениях для подготовки к чемпионату Европы в Греции.
За свою тренерскую карьеру Наталья Анатольевна подготовила более 100 кандидатов в мастера спорта, 28 мастеров спорта, 2 мастера спорта международного класса, 2 заслуженных мастера спорта России, среди которых:
- Мария Нетёсова — олимпийская чемпионка 2000 года в групповых упражнениях, чемпионкой мира 1998 года в упражнениях с мячами, трёхкратный серебряный призёр чемпионата Европы 1999 года, абсолютная чемпионка мира 1999 года в двоеборье[7][8].
- Елена Кривошей — чемпионка мира 1992 года в групповых упражнениях. В последующие годы Елена стала бронзовым призёром Олимпийских игр 1996 года, чемпионкой мира 1994 года и Европы[9].
- Ольга Глацких — олимпийская чемпионка 2004 года, чемпионка мира 2005 и чемпионка Европы 2003 в групповых упражнениях[10].

## Награды и звания
- Почётное звание «Заслуженный тренер России» (1993).
- Нагрудный знак «Отличник физической культуры и спорта» (1995).
- Медаль «За заслуги в развитии олимпийского движения».
- Почётное звание «Заслуженный работник физической культуры Российской Федерации» (2002)[11].
- Медаль ордена «За заслуги перед Отечеством» II степени (2007)[12].